# Okres Bodrogköz
Okres Bodrogköz (maďarsky Bodrogközi járás) byl jedním ze 12 okresů maďarské župy Zemplín. Jeho centrem byla obec Királyhelmec (Kráľovský Chlmec).

## Sídla
- Ágcsernyő (Čierna)
- Bacska (Bačka)
- Battyán (Boťany)
- Bély (Biel)
- Bodrogmező (Poľany)
- Bodrogszentes (Svätuše)
- Bodrogszentmária (Svätá Mária)
- Bodrogvécs (Véč)
- Boly (Boľ)
- Cséke
- Dámóc
- Kaponya (Kapoňa)
- Karcsa
- Karos
- Királyhelmec (Kráľovský Chlmec)
- Kiscigánd
- Kisdobra (Dobrá)
- Kisgéres (Malý Horeš)
- Kiskövesd (Malý Kamenec)
- Kisrozvágy
- Kistárkány (Malé Trakany)
- Kisújlak (Nová Vieska pri Bodrogu)
- Láca
- Lelesz (Leles)
- Nagycigánd
- Nagygéres (Veľký Horeš)
- Nagykövesd (Veľký Kamenec)
- Nagyrozvágy
- Nagytárkány (Veľké Trakany)
- Örös (Strážne)
- Pácin
- Pálfölde (Pavlovo)
- Perbenyik (Pribeník)
- Rad
- Révleányvár
- Ricse
- Semjén
- Szinyér (Svinice)
- Szolnocska (Soľnička)
- Szomotor (Somotor)
- Véke (Vojka)
- Zemplénagárd
- Zétény (Zatín)